# Anália de Victória Pereira
Anália de Victória Pereira (Luanda, 3 de octubre de 1941-Lisboa, 7 de enero de 2009) fue una política angoleña fundadora y presidenta del Partido Liberal Democrático.

## Biografía
Su carrera política comenzó en 1975, cuando se fue a Portugal, donde fue una de las cofundadoras del Partido Liberal Democrático (PLD) en 1983. Tras 16 años en el exilio, en 1991, volvió a Angola, legalizó el partido y se presentó a las Elecciones generales de Angola de 1992. Su partido obtuvo tres escaños en la Asamblea Nacional de Angola.
Conocida como Mamã Coragem, aseguró que atacaría la concentración de riqueza en el Movimiento Popular de Liberación de Angola y la corrupción.
Fue la primera angoleña en postularse para la presidencia de la República de Angola, en 1992.